# Vita-Cola

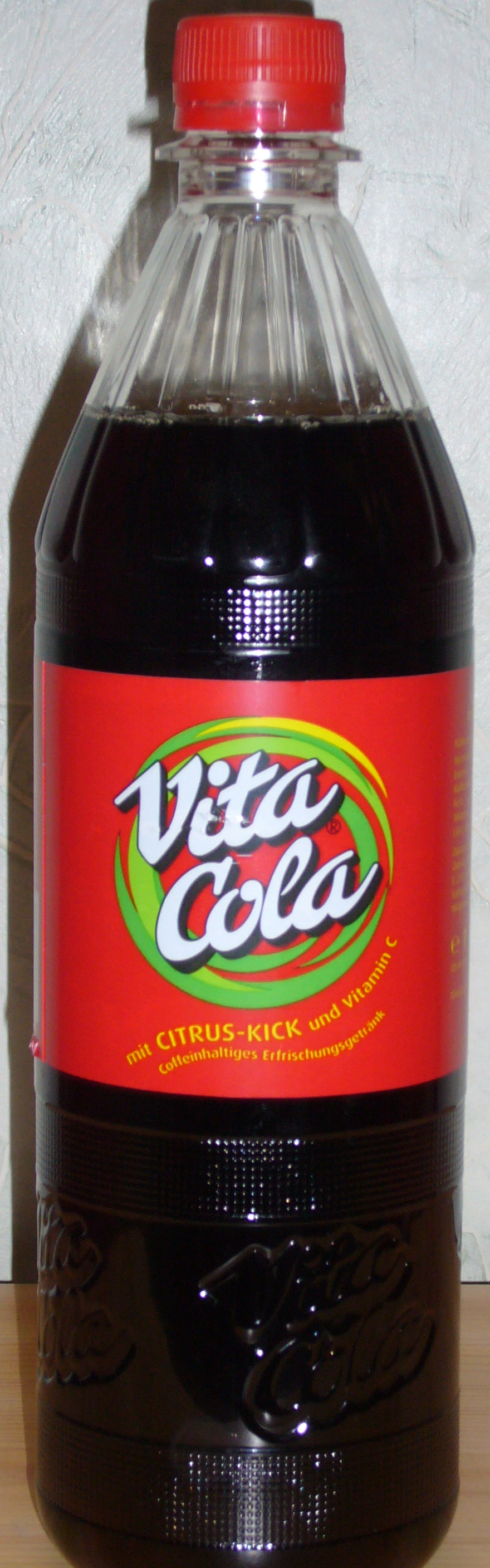
Vita-Cola

Vita-Cola est un soda à base de cola produit initialement en ex-RDA. 

## Description
La saveur du Vita-Cola est décrite comme un cola avec un assaisonnement de citron et de fruits. Elle est sensiblement moins douce que Afri-Cola, Coca-Cola ou Pepsi-Cola.

## Historique
C'était à l'origine une imitation du produit Coca-Cola en République démocratique allemande (Allemagne de l'Est). Il a été présenté en 1957 comme Brauselimonade mit Frucht und Kräutergeschmack (en français, « boisson gazeuse au goût de fruits et d'herbes ») et la formule est toujours secrètement gardée (comme celle du Coca-Cola). 
À son apogée, le Vita-Cola était mis en bouteilles dans plus de 200 usines. Après la chute du mur de Berlin en 1989, la production est interrompue et les marques occidentales de cola apparaissent sur le marché est-allemand. En 1994, la société Thüringer Waldquell reprend la marque et relance la production. La recette a depuis été modifiée plusieurs fois mais le goût reste sensiblement différent de celui des marques occidentales.
Dans l'est de l'Allemagne, la part de marché de Vita-Cola est à l'heure actuelle de 17 %.[Quand ?]